# Elephants on Acid
Elephants on Acid (englisch für Elefanten auf LSD) ist das neunte Studioalbum der US-amerikanischen Rap-Gruppe Cypress Hill. Es erschien am 28. September 2018 und ist die erste Veröffentlichung der Band über das Label BMG Rights Management sowie das erste Studioalbum seit 2010.

## Produktion
Elephants on Acid wurde, wie die meisten früheren Alben der Gruppe, komplett vom Bandmitglied DJ Muggs produziert.

## Covergestaltung
Das Albumcover ist in dunklen blau-grünen und grauen Farbtönen gehalten und zeigt den hinduistischen Gott Ganesha, der einen Elefantenkopf besitzt und in seinen Händen Speere, einen Totenkopf und weitere Gegenstände hält. Rechts oben befinden sich die weißen Schriftzüge Cypress Hill und Elephants on Acid.

## Gastbeiträge
Auf acht Liedern des Albums sind neben Cypress Hill weitere Künstler vertreten. So ist die Sängerin Brevi an den Songs Oh Na Na, Reefer Man, Crazy und Stairway to Heaven beteiligt. Die ägyptischen Musiker Sadat und Alaa Fifty sind auf Band of Gypsies zu hören, während der Rapper Sick Jacken einen Gastauftritt in Locos hat. Zudem sind die Stücke Jesus Was a Stoner und Blood on My Hands Again Zusammenarbeiten mit dem Sänger Gonjasufi.

## Titelliste
| #  | Titel                            | Gastbeiträge         | Produzent | Länge |
| -- | -------------------------------- | -------------------- | --------- | ----- |
| 1  | Tusko (Intro)                    |                      | DJ Muggs  | 0:48  |
| 2  | Band of Gypsies                  | Sadat und Alaa Fifty | DJ Muggs  | 3:49  |
| 3  | Put Em in the Ground             |                      | DJ Muggs  | 2:21  |
| 4  | Satao (Interval)                 |                      | DJ Muggs  | 0:29  |
| 5  | Jesus Was a Stoner               | Gonjasufi            | DJ Muggs  | 3:25  |
| 6  | Pass the Knife                   |                      | DJ Muggs  | 3:37  |
| 7  | LSD (Interval)                   |                      | DJ Muggs  | 0:37  |
| 8  | Oh Na Na                         | Brevi                | DJ Muggs  | 2:57  |
| 9  | Holy Mountain (Interval)         |                      | DJ Muggs  | 1:15  |
| 10 | Locos                            | Sick Jacken          | DJ Muggs  | 3:18  |
| 11 | Falling Down                     |                      | DJ Muggs  | 2:20  |
| 12 | Elephant Acid (Interlude)        |                      | DJ Muggs  | 0:52  |
| 13 | Insane OG                        |                      | DJ Muggs  | 1:23  |
| 14 | The 5th Angel (Instrumental)     |                      | DJ Muggs  | 2:01  |
| 15 | Warlord                          |                      | DJ Muggs  | 3:17  |
| 16 | Reefer Man                       | Brevi                | DJ Muggs  | 3:22  |
| 17 | Thru the Rabbit Hole (Interlude) |                      | DJ Muggs  | 1:54  |
| 18 | Crazy                            | Brevi                | DJ Muggs  | 2:52  |
| 19 | Muggs Is Dead                    |                      | DJ Muggs  | 2:11  |
| 20 | Blood on My Hands Again          | Gonjasufi            | DJ Muggs  | 3:20  |
| 21 | Stairway to Heaven               | Brevi                | DJ Muggs  | 5:41  |

## Chartplatzierungen und Singles
Elephants on Acid stieg am 5. Oktober 2018 auf Platz 27 in die deutschen Albumcharts ein und konnte sich drei Wochen in den Top 100 halten.
Als erste Single erschien bereits 2017 das Lied Reefer Man als Teil des Soundtracks zum Film Grow House. Kurz vor Albumveröffentlichung folgten die Auskopplungen Band of Gypsies, Muggs Is Dead, Crazy und Locos. Alle Songs konnten sich nicht in den Charts platzieren.

## Rezeption
Elephants on Acid wurde von Kritikern überwiegend positiv bewertet. Die Seite Metacritic errechnete aus elf Kritiken englischsprachiger Medien einen Schnitt von 75 %.
Von laut.de bekam das Album vier von möglichen fünf Punkten. Der Rezensent Dominik Lippe meint, dass sich „B-Real und Sen Dog stimmlich immer noch hervorragend ergänzen“ und DJ Muggs „die weitreichendsten Entfaltungsmöglichkeiten“ erhalte, was sich bei der Produktion positiv bemerkbar mache. Cypress Hill würden sich mit dem Album „ihren eigenen Himmel auf Erden“ erschaffen.
Vincent Lindig vom Juice-Magazin bewertete Elephants on Acid mit drei von möglichen sechs Kronen. Es wirke „wie eine Sammlung von Skizzen und Skits, die man später zu einem knackigen Album verdichten könnte.“ Positiv hervorgehoben werden die „Vielseitigkeit von DJ Muggs’ Produktionen und die routinierte Delivery der MCs.“ Allerdings fehlten „die wirklich eingängigen, melodiösen Hooks“, wobei „weniger Soundexperimente“ wünschenswert gewesen wären.